# Метцинг
Метцинг (нім. Mötzing) — громада в Німеччині, розташована в землі Баварія. Підпорядковується адміністративному округу Верхній Пфальц. Входить до складу району Регенсбург. Складова частина об'єднання громад Зюнхінг.
Площа — 36,18 км2. Населення становить 1366 ос. (станом на 31 грудня 2020).